# 奧霍廷
50°44′52″N 25°7′8″E / 50.74778°N 25.11889°E
奧霍廷（烏克蘭語：Охотин），是烏克蘭西部沃倫州的村落，隸屬盧茨克區盧茨克市鎮，位於盧茨克市西方，面積0.57平方公里，海拔高度219米，2001年人口263，人口密度每平方公里461.4人。